# Hjalmar Falk (filolog)
Hjalmar Sejersted Falk, född den 2 april 1859 i Vangs socken, död den 2 november 1928, var en norsk språkforskare. 
Falk blev student 1876, tog 1882 lärarexamen, blev 1888 filosofie doktor, 1890 universitetsstipendiat, 1895 docent och 1897 professor i germansk filologi vid Kristiania universitet. Som ledamot av "Rigsmaalforeningen" deltog han i striden mot "landsmålets" upphöjande till likaberättigat undervisningsspråk. Han tilldelades Fridtjof Nansens belønning for fremragende forskning 1903.
Falk skrev Die nomina agentis der altnordischen Sprachen (1889), de populärvetenskapliga Vanskabninger i det norske sprog (1894), Sprogets visne blomster (1895) samt, i förening med Alf Torp, de omfattande arbetena Dansk-norskens lydhistorie (1898), Dansk-norskens syntax (1900) och Etymologisk ordbog over det norske og det danske sprog (1901-06, en tysk omarbetad upplaga 1910-11). Därtill kommer ett stort antal smärre uppsatser i ljudhistoria, fornnordisk mytologi och litteraturhistoria.
Bland hans senare verk märks Altnordisches Seewesen (1912), Altnordische Waffenkunde (1914), Altwestnordische Kleiderkunde (1919), Betydningslære (1920). Inom religionsforskningen har i synnerhet hans undersökning av alla de i tulorna och andra källskrifter förekommande namnen på Oden vunnit stor uppmärksamhet.